# Langdeel
Het Langdeel is een kanaal in de Nederlandse gemeente Leeuwarden (provincie Friesland).
Het Langdeel is een verbinding tussen het Wartenaasterwijd (Fries: Wartenster Wiid) ten westen van Wartena en het Van Harinxmakanaal ten zuiden van Leeuwarden. Het kanaal passeert het dorpje Warstiens aan de oostzijde.
Tot 2008 liep het kanaal onder een brug in de N31 (Wâldwei). Het Langdeel loopt nu via het westelijker gelegen Aquaduct Langdeel.